# Every Little Thing
Every Little Thing（エヴリ・リトル・シング）は、日本の男女2人組からなる音楽ユニット。1996年結成。所属芸能事務所はエイベックス・マネジメント。所属レコード会社はエイベックス・エンタテイメントで、レーベルはavex trax。公式ファンクラブは「ciao」。略称は「ELT」。

## グループ名の由来
Every Little Thingというグループ名は、ビートルズの楽曲「エヴリー・リトル・シング」に由来しており、2018年にも持田は「曲のタイトルからいただきました」と説明している。
伊藤は「五十嵐がEvery、持田がLittle、俺がThing」という話を会社の社長と話していたとし、「1人抜けちゃって、そのバランスを修正している」と語っている。

## 来歴
1995年に元アイドルであったヴォーカルの持田香織が母親と共に「TRFの様になりたい」と所属するエイベックスの扉を叩く。当時エイベックス専務だった松浦勝人は持田の歌声をZARDのように感じたことから、『友&愛』上大岡店の元店長であり当時スタジオの電話番をしていた五十嵐充に曲を作らせ、毎週日曜日に収録してデモテープを送らせた。ヒットメーカーの小室哲哉や織田哲郎には採用してもらえなかったが、これはいけると感じた松浦自身がプロデュースを決める。持田の声質に惹かれた五十嵐は早速ヴォーカルレッスンを始め、社内評判も良くこの2人のユニットでのデビュー話がトントン拍子で進むことになる。しかし、イメージするユーロビート系のサウンドにはアクセントが足りないと思った五十嵐はギターの必要性を訴え、五十嵐の大学バンド仲間であった伊藤一朗を誘い、3人体制によるELTが誕生する。
1996年8月にヴォーカル・作詞担当の持田香織、ギター・作曲・編曲担当の伊藤一朗、リーダー・サウンドプロデュース・キーボード・作詞・作曲・編曲担当の五十嵐充の3人体制で、1stシングル『Feel My Heart』でavex trax（エイベックス・ディー・ディー）からCDデビュー。同シングルはオリコン最高位24位、約10万枚を記録。90年代ビーイングで圧倒的人気を博したZARDや当時のavexを牽引する小室哲哉率いるglobeなどの大成功手法を取り入れ、人気に火がつく。
翌1997年1月発売の3rdシングル『Dear My Friend』で初のトップ10入り、49万枚のロングヒットを記録。4月発売の1stアルバム『everlasting』は初の1位獲得かつ初のミリオンとなる192万枚を記録し、大ブレイクを果たす。6月発売の4thシングル『For the moment』でシングルでも初登場1位を獲得し、同年末6thシングル『Shapes Of Love』にてNHK紅白歌合戦に初出場。
翌1998年には2月に発売した8thシングル『Time goes by』がシングルで初めてミリオンヒットし、4月に発売した2ndアルバム『Time to Destination』が352万枚というELT最大のヒットを記録した。五十嵐の楽曲の世界観やシンセサイザーを駆使したサウンドと持田の歌声、ファッションが10代・20代を中心に支持を受けるようになり、1990年代後半を代表するグループに成長していった。
翌1999年3月発売の初のベストアルバム『Every Best Single +3』がダブルミリオン（225万枚）を記録するも、リーダーの五十嵐のプロデュースのための十分な時間を確保したいという思いで、本作リリース後はリリースやツアーのない期間を過ごした。持田はこの期間を「五十嵐さんの回復待ち」と表現した。
翌2000年1月に13thシングル『Pray/Get Into A Groove』、2月に14thシングル『sure』と3月に3rdアルバム『eternity』のリリース後、3月をもって五十嵐がプロデュース活動に専念するために脱退し、4月から持田と伊藤の2人になる。「五十嵐はフロントメンバーから脱退し、サウンドプロデューサーになる」と発表されたことから、テレビやライブ出演はせずに楽曲提供を続けるものと思われたが、6月にシングルカットされた15thシングル『Rescue me (Single Mix)』で携わっただけで、五十嵐が直接的にELTの楽曲への関与はなくなる。10月には五十嵐脱退後初の新曲となる16thシングル『愛のカケラ』をリリース。これを以て正式に2人体制での活動がスタートする。
2001年1月発売の17thシングル『fragile』はフジテレビ系『あいのり』主題歌として使用され久々の1位獲得、83万枚というシングルでは自身2番目のヒットを記録。同年オリコン年間カラオケチャートで1位を獲得し、3年連続年間TOP10入りを果たした。その後も、2002年『UNTITLED 4 ballads』、2003年『また あした』、2004年『恋文/good night』など安定したヒット作を飛ばし、NHK紅白歌合戦には過去8回連続出場している（1997年 - 2004年）。また、音楽番組のみならずバラエティー番組の出演も多く、ラジオの出演も多い。
2009年9月発売の36thシングル『DREAM GOES ON』で脱退以来9年ぶりとなる五十嵐が楽曲を提供、同年11月発売の37thシングル『冷たい雨』、2010年2月発売の10thアルバム『CHANGE』でも上記3作品以外の収録曲で五十嵐が作詞・作曲・編曲を担当した。
2016年8月7日にデビュー20周年を迎え、同日には代々木第二体育館で記念コンサートを行った。それ以降、ユニットとしては目立った活動(半年に数回の新譜リリース配信のみ)はなく、それぞれソロ活動に拠点を置いている。また、2016年以降もライブ出演はしている。
2019年8月28日には単独ライブとしてEvery Little Thing 23rd Anniversary Concertを行った。
2020年冬のファンクラブイベントより、ファンクラブ限定でメンバーの持田、伊藤と放送作家の川上とも子によるラジオコンテンツ「かみあわせ」を開始しており、定期的な配信をしている。
2024年、ファンクラブ限定イベント「Every Little Thingトークイベント2024」を開催した。

## 楽曲制作
デビューから2000年の13thシングル『Pray/Get Into A Groove』まではインストなどの例外を除き、作詞、作曲、編曲のほぼ全てを五十嵐が行っていたが、2000年の14thシングル『sure』以降からは持田や伊藤も楽曲製作に加わるようになった。五十嵐脱退後は、楽曲の作詞は原則持田が行っているが、他のアーティストから作詞提供を受ける事もある。作曲は菊池一仁・多胡邦夫・HIKARIなどの作曲家からの楽曲提供が主だが、持田、伊藤が作曲を手がける場合もある。Every Little Thing名義で編曲にも携わることも多い。
サウンド面も五十嵐の脱退を境に変わっており、デビューから2000年3月までの五十嵐が在籍していた頃は、シンセサイザーやプログラミングの楽曲が多く制作され、五十嵐脱退後も2000年10月の16thシングル『愛のカケラ』から、翌2001年3月の4thアルバム『4 FORCE』までは五十嵐在籍時の曲風を踏襲した楽曲が作られていたが、2001年10月の19thシングル『jump』以降からはバンドサウンド志向、2003年の25thシングル『また あした』以降からはアコースティック志向の楽曲を発表する事が多く、楽器の生演奏を多用するようになった。また、五十嵐在籍時に製作された楽曲をアコースティックにアレンジしたものも、何曲か発表するようにもなった。2007年頃からは生音を主体にしつつ、ギター以外の伴奏をメインにする楽曲（33rdシングル『恋をしている』など）も作られている。
2009年の36thシングル『DREAM GOES ON』から2010年の10thアルバム『CHANGE』にかけて再び五十嵐と楽曲製作を行ってからは、それまでのアコースティック、バンドサウンド志向の楽曲に加え、シンセサイザーやプログラミングを主体にした楽曲も再び作られるようになる。2014年頃からは前述の作曲家に加えて海外のアーティストからの楽曲提供もされるようになった。この他、カントリー調、ブラック・コンテンポラリー調、ディスコ調、ジャズ調といった楽曲も作られている。

## メンバー

### 現メンバー
| 名前     | 出身地           | 生年月日               | 担当                         | 備考                                                                         |
| -------- | ---------------- | ---------------------- | ---------------------------- | ---------------------------------------------------------------------------- |
| 持田香織 | 東京都江東区     | 1978年3月24日（47歳）  | ボーカル、作詞、作曲         | 血液型はA型。愛称はもっちー。 幼い頃から芸能活動をしていた。イラストが得意。 |
| 伊藤一朗 | 神奈川県横須賀市 | 1967年11月10日（57歳） | リーダー、ギター、作曲、編曲 | 血液型はA型。愛称はいっくん。 持田からは一朗さんと呼ばれている。             |

### 元メンバー
| 名前     | 出身地         | 生年月日              | 担当                                                             | 備考 |
| -------- | -------------- | --------------------- | ---------------------------------------------------------------- | --- |
| 五十嵐充 | 神奈川県横浜市 | 1969年5月17日（56歳） | 元リーダー、サウンドプロデューサー、キーボード、作詞・作曲・編曲 | 血液型はA型。愛称はイガちゃん。 当初は持田のプロデューサー担当の予定だったが、一度表の舞台を経験した方が良いという松浦の判断により正式メンバーとなった。 |

### その他サポートメンバー
- ドラムス - 髭白健（2015年春 - ）
- キーボード - 田中誠（2015年夏 - ）
- キーボード - ハタヤテツヤ（2019年夏 - ）
- ベース - 笠原直樹（2005年夏 - ）
- コーラス - 山口めぐみ（2015年春 - ）

#### 元サポートメンバー
ギター
加藤薫（1996年デビュー当時 - 2007年12月まで）
サイドギターとして、ELTメンバー伊藤とのツインギターを構成。彼が脱退後、8年間は伊藤が1人でギターを担当した。

ベース
- 浅田孟（1996年デビュー当時 - 2001年秋頃前まで）
- 工藤録矢（2001-2002カウントダウンライブのみ）
- 山田サトシ（2003年-2005年春頃まで）
- 福本カツジ

キーボード （＊印はライブバンドマスター）
- 桑島幻矢（1996年デビュー当時 - 2001年秋頃前まで）＊
- 矢代恒彦（2001年FORCEツアーのみ）
- 林真史（2001年秋頃 - 2014年12月まで）
- 棚橋信仁（2001年秋頃 - 2004年夏頃前まで）＊
- 中村康就（2004年夏頃 - 2011年初め頃まで）＊
- 十川ともじ（2011年夏 - 2014年夏頃まで）＊
- 岩崎太整（Tabitabiツアー -20周年記念ライブ）※ギターも担当。*

ドラムス
- 古道圭一（デビュー当時 - 2001年秋頃前まで）
- 山口鷹（2001年秋 - 2012年「a-nation」頃まで）
- 松川恒二（2012年冬 - 2014年「a-nation」頃まで、2020年冬）
- 望月敬史（2015年夏 - 単発ライブ、髭白健不参加時等不定期の出演）

## 作品

### シングル
| 枚   | 発売日         | タイトル                                  | 規格      | 規格品番                           | オリコン | 初収録アルバム                 |
| ---- | -------------- | ----------------------------------------- | --------- | ---------------------------------- | -------- | ------------------------------ |
| 1st  | 1996年8月7日   | Feel My Heart                             | 8cm CD    | AVDD-20144                         | 24位     | everlasting                    |
| 2nd  | 1996年10月23日 | Future World                              | 8cm CD    | AVDD-20157                         | 20位     | everlasting                    |
| 3rd  | 1997年1月22日  | Dear My Friend                            | 8cm CD    | AVDD-20168                         | 9位      | everlasting                    |
| 4th  | 1997年6月4日   | For the moment                            | 8cm CD    | AVDD-20182                         | 1位      | Time to Destination            |
| 5th  | 1997年8月6日   | 出逢った頃のように                        | 8cm CD    | AVDD-20198                         | 3位      | Time to Destination            |
| 6th  | 1997年10月22日 | Shapes Of Love                            | 8cm CD    | AVDD-20206                         | 3位      | Time to Destination            |
| 7th  | 1998年1月7日   | Face the change                           | 8cm CD    | AVDD-20223                         | 1位      | Time to Destination            |
| 8th  | 1998年2月11日  | Time goes by                              | 8cm CD    | AVDD-20218                         | 2位      | Time to Destination            |
| 9th  | 1998年6月17日  | FOREVER YOURS                             | 8cm CD    | AVDD-20244                         | 1位      | Every Best Single +3           |
| 10th | 1998年9月30日  | NECESSARY                                 | 8cm CD    | AVDD-20260                         | 2位      | Every Best Single +3           |
| 11th | 1999年1月27日  | Over and Over                             | 8cm CD    | AVDD-20284                         | 4位      | Every Best Single +3           |
| 12th | 1999年3月3日   | Someday, Someplace                        | 8cm CD    | AVDD-20293                         | 4位      | Every Best Single +3           |
| 13th | 2000年1月1日   | Pray/Get Into A Groove                    | 12cm CD   | AVCD-30078                         | 2位      | eternity                       |
| 14th | 2000年2月16日  | sure                                      | 12cm CD   | AVCD-30094                         | 3位      | eternity                       |
| 15th | 2000年6月14日  | Rescue me/Smile Again                     | 12cm CD   | AVCD-30115（10万枚限定生産盤）     | 2位      | eternity                       |
| 16th | 2000年10月18日 | 愛のカケラ                                | 12cm CD   | AVCD-30145                         | 2位      | 4 FORCE                        |
| 17th | 2001年1月1日   | fragile/JIRENMA                           | 12cm CD   | AVCD-30165                         | 1位      | 4 FORCE                        |
| 18th | 2001年2月21日  | Graceful World                            | 12cm CD   | AVCD-30189                         | 5位      | 4 FORCE                        |
| 19th | 2001年10月17日 | jump                                      | 12cm CD   | AVCD-30223                         | 7位      | Many Pieces                    |
| 20th | 2002年5月15日  | キヲク                                    | CCCD      | AVCD-30349                         | 4位      | Many Pieces                    |
| 21st | 2002年8月16日  | ささやかな祈り                            | CCCD      | AVCD-30379                         | 5位      | Many Pieces                    |
| 22nd | 2002年12月18日 | UNTITLED 4 ballads                        | CCCD      | AVCD-30429                         | 1位      | Many Pieces                    |
| 23rd | 2003年3月12日  | Grip!                                     | CD EXTRA  | AVCD-30420                         | 7位      | Many Pieces                    |
| 24th | 2003年7月30日  | ファンダメンタル・ラブ                    | CCCD      | AVCD-30501                         | 9位      | Every Best Single 2            |
| 25th | 2003年11月12日 | また あした                               | CCCD      | AVCD-30505                         | 3位      | commonplace                    |
| 26th | 2004年2月25日  | ソラアイ                                  | CCCD      | AVCD-30541                         | 8位      | commonplace                    |
| 27th | 2004年12月15日 | 恋文/good night                           | 12cm CD   | AVCD-30631                         | 1位      | Crispy Park                    |
| 27th | 2004年12月15日 | 恋文/good night                           | DVD-Audio | AVAD-91250                         | 1位      | Crispy Park                    |
| 27th | 2004年12月15日 | 恋文/good night                           | SACD      | AVGD-30683                         | 1位      | Crispy Park                    |
| 28th | 2005年10月26日 | きみの て                                 | 12cm CD   | AVCD-30850                         | 2位      | Crispy Park                    |
| 29th | 2006年3月15日  | azure moon                                | 12cm CD   | AVCD-30905                         | 12位     | Crispy Park                    |
| 30th | 2006年6月14日  | ハイファイ メッセージ                     | 12cm CD   | AVCD-30940                         | 9位      | Crispy Park                    |
| 31st | 2006年8月30日  | スイミー                                  | 12cm CD   | AVCD-31122                         | 16位     | Crispy Park                    |
| 32nd | 2007年8月8日   | キラメキアワー                            | 12cm CD   | AVCD-31251                         | 14位     | Door                           |
| 33rd | 2007年10月31日 | 恋をしている/冬がはじまるよ feat.槇原敬之 | 12cm CD   | AVCD-31350                         | 7位      | Door                           |
| 34th | 2008年2月13日  | サクラビト                                | CD+DVD    | AVCD-31356                         | 9位      | Door                           |
| 34th | 2008年2月13日  | サクラビト                                | CD        | AVCD-31357                         | 9位      | Door                           |
| 35th | 2008年8月27日  | あたらしい日々/黄金の月                   | CD+DVD    | AVCD-31463                         | 10位     | Every Best Single 〜COMPLETE〜 |
| 35th | 2008年8月27日  | あたらしい日々/黄金の月                   | CD        | AVCD-31464                         | 10位     | Every Best Single 〜COMPLETE〜 |
| 36th | 2009年9月23日  | DREAM GOES ON                             | CD+DVD    | AVCD-31711                         | 6位      | Every Best Single 〜COMPLETE〜 |
| 36th | 2009年9月23日  | DREAM GOES ON                             | CD        | AVCD-31712                         | 6位      | Every Best Single 〜COMPLETE〜 |
| 37th | 2009年11月18日 | 冷たい雨                                  | CD+DVD    | AVCD-31746                         | 15位     | Every Best Single 〜COMPLETE〜 |
| 37th | 2009年11月18日 | 冷たい雨                                  | CD        | AVCD-31747                         | 15位     | Every Best Single 〜COMPLETE〜 |
| 38th | 2010年2月24日  | Change                                    | CD+DVD    | AVCD-31795/B（完全数量限定生産盤） | 16位     | CHANGE                         |
| 39th | 2011年2月23日  | STAR                                      | CD+DVD    | AVCD-31981/B                       | 6位      | ORDINARY                       |
| 39th | 2011年2月23日  | STAR                                      | CD        | AVCD-31982                         | 6位      | ORDINARY                       |
| 40th | 2011年2月23日  | MOON                                      | CD+DVD    | AVCD-31983/B                       | 7位      | ORDINARY                       |
| 40th | 2011年2月23日  | MOON                                      | CD        | AVCD-31984                         | 7位      | ORDINARY                       |
| 41st | 2011年7月13日  | 宙 -そら-/響 -こえ-                       | CD+DVD    | AVCD-48093/B                       | 12位     | ORDINARY                       |
| 41st | 2011年7月13日  | 宙 -そら-/響 -こえ-                       | CD        | AVCD-48094                         | 12位     | ORDINARY                       |
| 41st | 2011年7月13日  | 宙 -そら-/響 -こえ-                       | CD        | AVCD-48095（ポケモン盤）           | 12位     | ORDINARY                       |
| 42nd | 2011年8月24日  | アイガアル                                | CD+DVD    | AVCD-48162/B                       | 17位     | ORDINARY                       |
| 42nd | 2011年8月24日  | アイガアル                                | CD        | AVCD-48163                         | 17位     | ORDINARY                       |
| 43rd | 2011年12月7日  | Landscape                                 | CD+DVD    | AVCD-48265/B                       | 30位     | FUN-FARE                       |
| 43rd | 2011年12月7日  | Landscape                                 | CD        | AVCD-48266                         | 30位     | FUN-FARE                       |
| 44th | 2013年2月20日  | ON AND ON                                 | CD+DVD    | AVCD-48681/B                       | 18位     | FUN-FARE                       |
| 44th | 2013年2月20日  | ON AND ON                                 | CD        | AVCD-48682                         | 18位     | FUN-FARE                       |
| 45th | 2013年4月10日  | ハリネズミの恋                            | CD+DVD    | AVCD-48683/B                       | 16位     | FUN-FARE                       |
| 45th | 2013年4月10日  | ハリネズミの恋                            | CD        | AVCD-48684                         | 16位     | FUN-FARE                       |
| 46th | 2015年4月22日  | ANATA TO                                  | CD+DVD    | AVCD-83226/B                       | 43位     | Tabitabi                       |
| 46th | 2015年4月22日  | ANATA TO                                  | CD        | AVCD-83227                         | 43位     | Tabitabi                       |
| 47th | 2015年11月4日  | KIRA KIRA/AKARI                           | CD+DVD    | AVCD-83389/B                       | 41位     | 未収録                         |
| 47th | 2015年11月4日  | KIRA KIRA/AKARI                           | CD        | AVCD-83390                         | 41位     | 未収録                         |
| 48th | 2016年9月21日  | まいにち。                                | CD        | AVCD-83697                         | 63位     | 未収録                         |

### その他のシングル
| 発売日         | タイトル                                                             | 備考 |
| -------------- | -------------------------------------------------------------------- | --- |
| 1999年10月20日 | Over and Over / ELT Songs from L.A.                                  | |
| -              | 「every little thing commonplace tour 2004〜2005」パンフレット特典CD | 「stray cat」、「water(s)」、「鮮やかなもの」のアコースティックバージョンが収録されている。コンサート会場限定特典のため、ネット通販分には付いていない。 このうち「water(s)」、「鮮やかなもの」は2005年発売のアコースティックアルバム『ACOUSTIC:LATTE』に収録された。 |

### シングルBOX
| 発売日        | タイトル                               | 規格 | 規格品番 | 備考 |
| ------------- | -------------------------------------- | ---- | -------- | --- |
| 2009年3月31日 | Every Little Thing Limited Special Box |      |          | 8cm CDとして発売されたシングルをマキシ化し、ボックスセットで再発売。 ファンクラブ会員限定販売となっており、一般流通での販売はない。 |

### 配信限定

#### 配信限定シングル
| 枚  | 発売日        | タイトル                 | 規格                   | ビルボード | 収録作品             |
| --- | ------------- | ------------------------ | ---------------------- | ---------- | -------------------- |
| 1st | 2013年8月24日 | アクアマリンのままでいて | デジタル・ダウンロード | -          | FUN-FARE             |
| 2nd | 2014年9月24日 | RUN FOR                  | デジタル・ダウンロード | -          | Every Cheering Songs |
| 3rd | 2016年6月15日 | まいにち。               | デジタル・ダウンロード | -          | まいにち。           |
| 4th | 2017年7月5日  | RIDE IT OUT              | デジタル・ダウンロード | -          | 未収録               |
| 5th | 2018年5月23日 | 浴びて! 光               | デジタル・ダウンロード | -          | 未収録               |

#### その他の配信限定曲
| 発売日        | タイトル                              | 備考 |
| ------------- | ------------------------------------- | --- |
| -             | キラメキアワー (AKAKAGE in the water) | ミュゥモ限定配信。 |
| -             | 恋をしている (Acoustic Version)       | ミュゥモ限定配信。1コーラスのみの配信。                                                                                          |
| 2008年7月21日 | あたらしい日々 (Acoustic Version)     | MUSICO独占配信。1コーラスのみの配信。                                                                                            |
| -             | チェルシーの唄                        | 明治製菓「チェルシー」とのコラボレーション企画・チェルシー39周年 CHELSEA×ELT 39❤Thank youプロジェクトの景品。39000名限定着うた。 |
| 2015年9月23日 | ELT Hi-res ballad selection           | 「さよなら」、「Time goes by」、「fragile (Acoustic Version)」の3曲を収録したハイレゾ音源化。                                    |

### アルバム

#### オリジナル・アルバム
| 枚   | 発売日        | タイトル            | 規格                     | 規格品番                                                   | オリコン |
| ---- | ------------- | ------------------- | ------------------------ | ---------------------------------------------------------- | -------- |
| 1st  | 1997年4月9日  | everlasting         | CD                       | AVCD-11544                                                 | 1位      |
| 2nd  | 1998年4月15日 | Time to Destination | CD                       | AVCD-11643                                                 | 1位      |
| 3rd  | 2000年3月15日 | eternity            | CD                       | AVCD-11757                                                 | 1位      |
| 4th  | 2001年3月22日 | 4 FORCE             | CD                       | AVCD-11908                                                 | 2位      |
| 5th  | 2003年3月19日 | Many Pieces         | CCCD                     | AVCD-17240                                                 | 1位      |
| 6th  | 2004年3月10日 | commonplace         | CCCD+DVD                 | AVCD-17439                                                 | 1位      |
| 6th  | 2004年3月10日 | commonplace         | CD                       | AVCD-17440                                                 | 1位      |
| 7th  | 2006年8月9日  | Crispy Park         | CD+DVD                   | AVCD-17988                                                 | 1位      |
| 7th  | 2006年8月9日  | Crispy Park         | CD                       | AVCD-17989                                                 | 1位      |
| 8th  | 2008年3月5日  | Door                | CD+DVD                   | AVCD-23478                                                 | 2位      |
| 8th  | 2008年3月5日  | Door                | CD                       | AVCD-23479                                                 | 2位      |
| 9th  | 2010年3月24日 | CHANGE              | CD+DVD                   | AVCD-38037/B                                               | 8位      |
| 9th  | 2010年3月24日 | CHANGE              | CD                       | AVCD-38038                                                 | 8位      |
| 10th | 2011年9月21日 | ORDINARY            | CD+DVD+扇子              | AVZD-38367/B（数量限定生産盤「15th Anniversary Edition」） | 2位      |
| 10th | 2011年9月21日 | ORDINARY            | CD+DVD                   | AVCD-38368                                                 | 2位      |
| 10th | 2011年9月21日 | ORDINARY            | CD                       | AVCD-38369                                                 | 2位      |
| 11th | 2014年2月19日 | FUN-FARE            | CD+DVD                   | AVCD-38798/B                                               | 7位      |
| 11th | 2014年2月19日 | FUN-FARE            | CD                       | AVCD-38799                                                 | 7位      |
| 12th | 2015年9月23日 | Tabitabi            | 6CD+2Blu-ray+2DVD+グッズ | AVCD-93199〜204/B〜E（完全受注生産限定盤）                 | 4位      |
| 12th | 2015年9月23日 | Tabitabi            | 6CD+2DVD                 | AVCD-93205〜10/B〜C                                        | 4位      |
| 12th | 2015年9月23日 | Tabitabi            | 6CD+2Blu-ray             | AVCD-93211〜6/B〜C                                         | 4位      |
| 12th | 2015年9月23日 | Tabitabi            | 6CD                      | AVCD-93217〜22                                             | 4位      |
| 12th | 2015年9月23日 | Tabitabi            | CD                       | AVCD-93229                                                 | 4位      |

#### リミックス・アルバム
|     | 発売日         | タイトル                                        | 規格 | 規格品番   | オリコン |
| --- | -------------- | ----------------------------------------------- | ---- | ---------- | -------- |
| 1st | 1997年9月17日  | THE REMIXES                                     | CD   | AVCD-11590 | 2位      |
| 2nd | 1998年11月18日 | THE REMIXES Ⅱ                                   | CD   | AVCD-11680 | 5位      |
| 3rd | 2001年9月5日   | SUPER EUROBEAT presents Euro Every Little Thing | CD   | AVCD-11980 | 3位      |
| 4th | 2002年2月27日  | The Remixes Ⅲ 〜Mix Rice Plantation〜           | CD   | AVCD-17081 | 19位     |
| 5th | 2002年2月27日  | Cyber TRANCE presents ELT TRANCE                | CD   | AVCD-17083 | 16位     |

#### コンピレーション・アルバム
|     | 発売日        | タイトル             | 規格   | 規格品番   | オリコン |
| --- | ------------- | -------------------- | ------ | ---------- | -------- |
| 1st | 2005年2月16日 | ACOUSTIC:LATTE       | CD+DVD | AVCD-17612 | 4位      |
| 1st | 2005年2月16日 | ACOUSTIC:LATTE       | CD     | AVCD-17613 | 4位      |
| 2nd | 2015年1月14日 | Every Cheering Songs | CD     | AVCD-93076 | 27位     |

#### ベスト・アルバム
|     | 発売日         | タイトル                              | 規格                     | 規格品番                                   | オリコン |
| --- | -------------- | ------------------------------------- | ------------------------ | ------------------------------------------ | -------- |
| 1st | 1999年3月31日  | Every Best Single +3                  | CD                       | AVCD-11714                                 | 1位      |
| 2nd | 2001年12月5日  | Every Ballad Songs                    | CD+8cm CD                | AVCD-17055                                 | 2位      |
| 2nd | 2001年12月5日  | Every Ballad Songs                    | CD                       | AVCD-17055                                 | 2位      |
| 3rd | 2003年9月10日  | Every Best Single 2                   | CCCD+DVD                 | AVCD-17364                                 | 1位      |
| 3rd | 2003年9月10日  | Every Best Single 2                   | CCCD                     | AVCD-17365                                 | 1位      |
| 4th | 2007年2月14日  | 14 message 〜every ballad songs 2〜   | CD+フォトブック          | AVCD-23205                                 | 2位      |
| 4th | 2007年2月14日  | 14 message 〜every ballad songs 2〜   | CD                       | AVCD-23206                                 | 2位      |
| 5th | 2009年12月23日 | Every Best Single 〜COMPLETE〜        | 4CD+2DVD                 | AVCD-38000〜3（初回受注生産限定盤）        | 4位      |
| 5th | 2009年12月23日 | Every Best Single 〜COMPLETE〜        | 4CD                      | AVCD-38004〜7（通常盤）                    | 4位      |
| 5th | 2009年12月23日 | Every Best Single 〜COMPLETE〜        | 2CD                      | AVCD-38008〜9（リクエスト盤）              | 4位      |
| 5th | 2010年3月3日   | Every Best Single 〜COMPLETE〜        | 4CD+2DVD                 | AVCD-38085〜8（アンコールプレス盤）        | 4位      |
| 6th | 2015年9月23日  | Every Best Single 2 〜MORE COMPLETE〜 | 6CD+2Blu-ray+2DVD+グッズ | AVCD-93199〜204/B〜E（完全受注生産限定盤） | 4位      |
| 6th | 2015年9月23日  | Every Best Single 2 〜MORE COMPLETE〜 | 6CD+2DVD                 | AVCD-93205〜10/B〜C                        | 4位      |
| 6th | 2015年9月23日  | Every Best Single 2 〜MORE COMPLETE〜 | 6CD+2Blu-ray             | AVCD-93211〜6/B〜C                         | 4位      |
| 6th | 2015年9月23日  | Every Best Single 2 〜MORE COMPLETE〜 | 6CD                      | AVCD-93217〜22                             | 4位      |

#### 配信限定アルバム
|      | 発売日         | タイトル                                                                                  | 規格                   |
| ---- | -------------- | ----------------------------------------------------------------------------------------- | ---------------------- |
| 1st  | 2007年7月25日  | iTunes Originals - Every Little Thing                                                     | iTunes Store限定       |
| 2nd  | 2011年4月20日  | Every Little Thing Member Select Best 〜春に聴きたいELT（持田香織編）〜                   | デジタル・ダウンロード |
| 3rd  | 2011年4月20日  | Every Little Thing Member Select Best 〜春に聴きたいELT（伊藤一朗編）〜                   | デジタル・ダウンロード |
| 4th  | 2015年9月23日  | Every Best Single 2 〜Early period〜                                                      | デジタル・ダウンロード |
| 5th  | 2015年9月23日  | Every Best Single 2 〜middLe period〜                                                     | デジタル・ダウンロード |
| 6th  | 2015年9月23日  | Every Best Single 2 〜laTe period〜                                                       | デジタル・ダウンロード |
| 7th  | 2016年8月6日   | Every Little Thing 20th Anniversary LIVE "THE PREMIUM NIGHT" ARIGATO SET LIST Day1 [0805] | デジタル・ダウンロード |
| 8th  | 2016年8月8日   | Every Little Thing 20th Anniversary LIVE "THE PREMIUM NIGHT" ARIGATO SET LIST Day2 [0807] | デジタル・ダウンロード |
| 9th  | 2022年8月7日   | Every Little Thing SUMMER SELECTION                                                       | デジタル・ダウンロード |
| 10th | 2022年10月19日 | Every Little Thing AUTUMN SELECTION                                                       | デジタル・ダウンロード |
| 11th | 2024年11月20日 | Every Little Thing WINTER SELECTION                                                       | デジタル・ダウンロード |

#### その他の配信限定アルバム
| 発売日        | タイトル                                                        |
| ------------- | --------------------------------------------------------------- |
| 2011年4月27日 | J-POPハリケーン 〜ELTだけ20分本気MIX〜 (Continuous Mix) / MIX-J |

#### その他
- ELT Songs from L.A.（1999.8.25）
- J-POPハリケーン 〜ELTだけ60分本気MIX〜 / MIX-J（2011.4.20）

### アナログ盤（LPレコード）
- THE REMIXES Analog Box Set（1997.12.19）
- THE REMIXES Ⅱ ANALOG SET（1999.6.16）

### DVD-Audio
- Every Best Single +3（2004.1.28）
- 恋文 / good night（2004.12.15）

### SACD
- 恋文 / good night（2004.12.15）

### 映像作品

#### ビデオ・クリップ集
| 発売日                                | タイトル                          | 規格    | 品番                  |
| ------------------------------------- | --------------------------------- | ------- | --------------------- |
| 1998年3月11日<VHS> 2000年3月29日<DVD> | THE VIDEO COMPILATION (8 Clips)   | VHS DVD | AVBD-91011            |
| 2000年8月2日                          | Rescue me                         | VHS     | AVVD-90083            |
| 2001年1月31日                         | 愛のカケラ                        | VHS DVD |                       |
| 2001年3月7日                          | The Video Compilation Ⅱ (7 clips) | VHS DVD | AVBD-91039            |
| 2001年3月28日                         | fragile〜Graceful World           | VHS DVD | AVVD-90103 AVBD-91050 |
| 2002年3月13日                         | The Video Compilation Ⅰ & Ⅱ       | DVD     | AVBD-91098            |
| 2002年12月11日                        | BEST CLIPS                        | DVD     | AVBD-91128            |
| 2003年1月29日                         | nostalgia                         | DVD     | AVBD-91137            |
| 2003年4月16日 2006年3月1日            | THE VIDEO COMPILATION Ⅲ           | DVD     | AVBD-91149 AVBD-91386 |
| 2006年9月27日                         | THE VIDEO COMPILATION Ⅳ           | DVD     | AVBD-91407            |

#### ライブ・ビデオ
| 発売日                                               | タイトル                                                                 | 規格         | 品番                             |
| ---------------------------------------------------- | ------------------------------------------------------------------------ | ------------ | -------------------------------- |
| 1998年10月28日<VHS> 2000年3月29日<DVD> 2005年3月24日 | Every Little Thing Concert Tour'98                                       | VHS DVD      | AVVD-90048 AVBD-91012 AVBD-91325 |
| 2000年8月30日 2005年3月24日                          | Every Little Thing Concert Tour Spirit 2000                              | VHS DVD      | AVVD-90076 AVBD-91018 AVBD-91326 |
| 2001年9月27日 2005年3月24日                          | Concert Tour 2001 4 FORCE                                                | VHS DVD      | AVVD-90116 AVBD-91061 AVBD-91327 |
| 2003年12月3日 2004年12月8日                          | every little thing :2003 tour MANY PIECES                                | 2DVD         | AVBD-91160 AVBD-91273            |
| 2005年3月24日                                        | every little thing commonplace tour 2004〜2005                           | DVD          | AVBD-91261                       |
| 2007年3月7日                                         | every little thing concert tour 2006-2007 〜Crispy Park〜                | DVD          | AVBD-91459                       |
| 2007年8月8日                                         | 10th Anniversary Special Live At Nippon Budokan                          | DVD          | AVBD-91473                       |
| 2008年9月17日                                        | Every Little Thing concert tour 2008 "Door"                              | 2DVD         | AVBD-91564                       |
| 2009年3月11日                                        | Every Little Thing X'mas Concert 2008                                    | DVD          | AVBD-91584                       |
| 2010年8月25日                                        | Every Little Thing Concert tour 2009〜2010 "MEET"                        | 2DVD         | AVBD-91797                       |
| 2012年8月1日                                         | EVERY LITTLE THING 15th Anniversary Concert Tour 2011〜2012 "ORDINARY"   | 2DVD Blu-ray | AVBD-91920 AVXD-91651            |
| 2013年9月25日                                        | Every Little Thing Concert Tour 2013 -ON AND ON-                         | 2DVD Blu-ray | AVBD-92041 AVXD-91678            |
| 2014年12月17日                                       | Every Little Thing Concert Tour 2014 〜FUN-FARE〜                        | DVD Blu-ray  | AVBD-92143 AVXD-92145            |
| 2016年12月14日                                       | Every Little Thing 20th Anniversary Best Hit Tour 2015-2016 〜Tabitabi〜 | 2DVD Blu-ray | AVBD-92451～2 AVXD-92405         |
| 2017年2月22日                                        | Every Little Thing 20th Anniversary LIVE “THE PREMIUM NIGHT” ARIGATŌ     | DVD Blu-ray  | AVBD-92486～7 AVXD-92488         |

- Every Little Thing Concert tour 2009〜2010 "MEET" バックステージムービー集「裏MEET」（2011年3月）
ライブDVD『Every Little Thing Concert tour 2009〜2010 "MEET"』に収録されなかったオフショットムービー集。Vol.1〜3の全3巻。ファンクラブ会員限定販売となっており、一般での販売はない。3巻同時購入特典は、『Every Little Thing Concert tour 2009〜2010 "MEET"』との4枚収納が可能なスリーブケース。
- Every Little Thing Concert tour 2014 - FUN-FARE〜 バックステージムービー集「裏FUN-FARE」（2014年12月）
Vol.1-3の全3巻。ファンクラブ会員限定商品。

### 参加作品
CD
- SUPER EUROBEAT VOL.100 / Various Artists: 「Face the change (EUROBEAT REMIX)」、「Shapes Of Love (EURO POWER MIX)」、「出逢った頃のように (AGGRESSIVE REMIX)」、「Dear My Friend (EXTENDED MIX)」収録。
- SUPER EUROBEAT VOL.106 / Various Artists: 「Pray (Eurobeat Mix)」収録。
- J-EURO BEST / Various Artists: 「Pray (Eurobeat Mix)」収録。
- SUPER EUROBEAT VOL.119 / Various Artists: 「fragile (RED ROSES REMIX)」収録。
- Heart of Mine / BREATH: 「spin」に持田香織がコーラス、伊藤一朗がサポートギターとして参加。
- Lif-e-Motions / TRF: Disc 2で「BRAVE STORY」をカバー。DVDにインタビュー収録。
- ザ・ベスト・オブ・東京プリン2 / 東京プリン: 「東京プリンが10周年」に参加。
- Digitalian is eating breakfast 2 / 小室哲哉: a-nation's party「THX A LOT (Album Version)」に参加。
- a-nation 10th Anniversary Best Selection CD / Various Artists: 7&iグループとのコラボレーション商品。DISC2に「THX A LOT」(a-nation's party名義)、DISC7に「出逢った頃のように (Acoustic version)(a-nation '04 Live Ver.)」、DISC9に「Dear My Friend」収録。セブン-イレブン、イトーヨーカドー、セブンネットショッピング、a-nation会場（セブン-イレブン出店ブース）にて販売。
- Digitalian is remixing / 小室哲哉: a-nation's party「THX A LOT [Remixed by Dave Ford & Ian Curnow]」に参加。
- 劇場版ポケットモンスター ベストウイッシュ ビクティニと黒き英雄 ゼクロム・白き英雄 レシラム ミュージックコレクション / Various Artists: DISC1に「宙-そら-」、DISC2に「響-こえ-」収録。
- フジテレビ系ドラマ「抱きしめたい!」ミュージックコレクション / 小西康陽/ピチカート・ファイブ: 「アクアマリンのままでいて」収録。
- 「映画 Go!プリンセスプリキュア」オリジナル・サウンドトラック / Various Artists:「KIRA KIRA（映画サイズ）」収録。

配信限定
- THX A LOT / a-nation's party

DVD
- a-nation '03 avex summer festa / Various Artists: 「fragile」、「ファンダメンタル・ラブ」、「Shapes Of Love」、All Castによる「WORLD GROOVE 3rd.chapter (main message)」（TRF）収録。
- a-nation '04 BEST HIT SUMMER LIVE!! / Various Artists: 「出逢った頃のように (Acoustic Version)」、「Free Walkin'」収録。
- a-nation '05 BEST HIT LIVE / Various Artists: 「FOREVER YOURS」収録。
- ap bank fes '05 / Bank Band with Great Artists & Mr.Children: 「water(s)」収録。
- a-nation '06 BEST HIT LIVE / Various Artists: 「ハイファイ メッセージ」収録。
- a-nation '07 BEST HIT LIVE / Various Artists: 「キラメキアワー」収録。
- a-nation '08 〜avex ALL CAST SPECIAL LIVE〜 / Various Artists: 「Dear My Friend」、「Shapes Of Love」収録。
- a-nation '09 BEST HIT LIVE / Various Artists: 「Dear My Friend」収録。
- a-nation '10 BEST HIT LIVE / Various Artists: 「Time goes by」、a-nation's party「THX A LOT」収録。
- a-nation for Life BEST HIT LIVE / Various Artists: 「Medley（出逢った頃のように 〜 Dear My Friend 〜 Shapes Of Love）」、「アイガアル」収録。
- a-nation 2012 stadium fes. / Various Artists: 「Time goes by」、「出逢った頃のように 〜 Shapes Of Love 〜 Dear My Friend (Medley)」収録。

書籍
- navigated by dream! a-nation '03 インビテーションDVDマガジン: DVDに「Future World」収録。
- a-nation '03 メモリアルパーフェクトDVDマガジン: DVDに「Shapes Of Love」、All Castによる「WORLD GROOVE 3rd.chapter (main message)」（TRF）収録。
- サンケイスポーツ特別版 a-nation '05 powered by Weider 完全速報

持田単独名義での参加は持田香織のディスコグラフィを参照のこと。

## ライブ

### 単発公演
Count Down Live 2001-2002 HORSE
ELT唯一のカウントダウン公演。12月30日・31日の2回公演が行われた（カウントダウンは31日のみ）。大晦日の公演は、有料でインターネットからのストリーミング配信が行われた。
2002 Christmas Special Concert（12月19日）
キリスト教品川教会にて開催。カップル50組を抽選で招待。
X'mas Acoustic Live 2003（12月23日、24日）
横浜大さん橋ホールにて開催。有料公演。
X'mas Acoustic Live at 浦上天主堂〜愛の謳〜（2005年12月11日）
長崎の浦上天主堂にて開催。浦上天主堂でポップスのライブが行われるのは歴史的に初めてであり、ELTと教会側の両者の想いから開催される事になった。
Every Little Thing 10th Anniversary Special Live at Nippon Budokan（2007年3月6日、7日）
2006年8月に10周年を迎えたことを記念してのライブ。大ヒット曲を中心に披露した。日本武道館にて開催。
Every Little Thing X'mas Concert 2008（2008年12月7日、8日、11日）
フェスティバルホールで2回、NHKホールで1回開催。フェスティバルホールは2008年限りで建て替えとなるため、『4 FORCE』のツアー以来使用してきたこのホールでの開催も、これが最後となった。
Every Little Thing Premium Christmas Concert 2009（2009年12月23日、24日）
12月23日、24日に神奈川県民ホールで開催された。
Every Little Thing 15th Anniversary Premium 2days 〜naEverLasTing 2012〜（2012年2月18日、19日）
苗場スキー場、苗場プリンスホテルとのコラボ企画でホール会場「ブリザーディウム」でのライブのみならず、ELTスペシャルディナーやオリジナルカクテル、スペシャルゲストDJ（菊池一仁）を招き、ELTの楽曲を朝まで楽しむ「Club ELT」や「ELT PIANO Barラウンジ」などELTが苗場をジャックする盛りだくさんな一大イベントでスキー場では終日ELTの曲のみがかかっていた。
Every Little Thing 20th Anniversary LIVE "THE PREMIUM NIGHT" ARIGATŌ（2016年8月5日、8月7日）
2016年8月にデビュー満20年を迎えることを記念してのプレミアムライブ。会場は10周年記念ライブ（日本武道館）と異なり、国立代々木競技場第二体育館で開催。ちなみに代々木会場でのライブは2000年に開催されたSpiritツアー以来、約16年ぶりとなるが、「第二体育館」では初開催（2000年のツアーは「第一体育館」での開催）。
Every Little Thing 23rd Anniversary Concert（2019年8月28日）
デビュー23周年を記念して中野サンプラザホールにおいて行われたスペシャルライブ。上述の20周年記念公演以来、なおかつツアーやイベントなどを除けば、ELTとしてこれが現時点で唯一の最新ライブとなる(2人はソロ活動としてそれぞれ拠点を置いていた)。
後半のアンコール前には、観客席に居た元メンバーである五十嵐充がサプライズゲストとしてステージに登壇し、事前に知らされていなかったメンバーを驚かせた。ちなみに3人が共演するのは2010年のコンサートツアー以来であり、およそ9年半ぶりである。

### イベント・ミュージックフェスティバル
- POP HILL'97（1997年、石川県森林公園）
- Midsummer Marine Live（1997年、1998年千葉マリンスタジアム）
- channel a Special Live（2000年、国立代々木競技場第一体育館）
- JAM JAM MARINA2001（2001年、山口きらら博会場隣特設会場）
- Summer Breezeスーパーライブ（2001年、島根YASUGI SEASIDE野外特設ステージ）
- 美浜海遊祭2001 STARLIGHT GIG（2001年、愛知美浜町総合公園グランド内特設会場）
- サンマリーナイリュージョン2001（2001年、沖縄サンマリーナホテル野外ステージ）
- MUSIC EXIPO INASAYAMA Girls Girls Girl（2001年、長崎稲佐山公園野外ステージ）
- a-nation - （2002年-2015年まで参加）
- ap bank fes '05
- SOUND MARINA 2006（広島港出島野外特設会場）
- MUSIC FESTIVAL 2006 ユメウタ
- WALKER presents SNOW LIGHT LIVE in IKSPIARI（2007年11月3日、舞浜イクスピアリ）
- MTV 告白宣言（2008年）
- LIVE SDD 2008（大阪城ホール）
- excite music Festival '08（2008年9月21日、さいたまスーパーアリーナ）
- 沖縄セルラー auジョイプロジェクト ELTライブイベント（2008年9月28日、沖縄コンベンションセンター展示棟）
- Tales of festival2010（2010年6月6日、パシフィコ横浜）
- FM大阪40周年記念Live E∞Tracks Live（2010年9月28日、大阪城ホール）
- 早稲田祭2010記念会堂LIVE Age×Every Little Thing（2010年11月7日）
- 第68回国民体育大会総合開会式（2013年6月10日）
- ROCK IN JAPAN FESTIVAL 2014（2014年8月2日、国営ひたち海浜公園）
- BEAT PHOENIX 2014 （2014年9月13日、福井フェニックスプラザ）
- イナズマロックフェス（2014年9月14日、滋賀県草津市烏丸半島芝生広場）
- 「バレンタインジャンボ（旧グリーンジャンボ）宝くじ」抽せん会 アトラクション・スペシャルライブ（2018年3月7日、オリックス劇場）

## ゲスト参加イベント・ライブ
以下、トークライブ等の歌わないものに参加したのを表記する。
- 2018年10月5日

次長課長トークライブ ラジオ ルミネtheよしもと

## タイアップ
| 楽曲                             | タイアップ |
| -------------------------------- | --- |
| 1996年                           | |
| Feel My Heart                    | 「ヴァーナル」CMソング TBS系『COUNT DOWN TV』1996年8月度エンディングテーマ |
| Future World                     | TDK「TDK's MD」CMソング |
| 1997年                           | |
| Dear My Friend                   | 「スリムビューティハウス」CMソング メナード企業CMソング（2019年） |
| For the moment                   | 森永製菓「ICE BOX」CMソング TBS系『COUNT DOWN TV』1998年6月度エンディングテーマ |
| 出逢った頃のように               | 森永製菓「ICE BOX」CMソング メナード企業CMソング（2015年） |
| Shapes Of Love                   | テレビ朝日系列ドラマ『研修医なな子』主題歌 |
| Never Stop!                      | テレビ朝日系列27時間テレビ『熱血チャレンジ宣言'97』テーマソング |
| 1998年                           | |
| Face the change                  | TOYOTA「HILUX SURF SSR-V」CFソング テレビ朝日系列27時間テレビ『熱血チャレンジ宣言'97』オープニングテーマ |
| Time goes by                     | フジテレビ系列 木曜劇場『甘い結婚』主題歌 TOYOTA「HILUX SURF SSR-V」CFソング ソフトバンクモバイルCFソング（2012年） エヌ・シー・ソフト ハートフルプライス（リネージュII・タワー オブ アイオン）CFソング（2012年） |
| All along                        | 森永製菓「ICE BOX」CMソング |
| FOREVER YOURS                    | 「シーブリーズ 」1998年度CMソング |
| NECESSARY                        | TOYOTA「HILUX SURF」CFソング テレビ神奈川『音楽缶』2月度テーマソング（2005年） |
| 1999年                           | |
| Over and Over                    | 読売テレビ・日本テレビ系列 月曜10時ドラマ『ボーダー 犯罪心理捜査ファイル』エンディング・テーマ |
| Someday, Someplace               | TOYOTA「HILUX SURF」CFソング メナード企業CMソング（2018年） |
| キモチ                           | 資生堂「ヌーヴネールカラー」CMソング |
| 2000年                           | |
| Pray                             | DyDo「Ti-Ha」CFソング メナード企業CMソング（2017年） |
| Get Into A Groove                | TOYOTA「HILUX SURF」CFソング |
| sure                             | 日本テレビ系列 土曜ドラマ『バーチャルガール』主題歌 |
| The One Thing                    | 映画『クロスファイア』主題歌 |
| Rescue me                        | 日本ゲートウェイノートパソコン「Gateway Solo」CMソング |
| Smile Again                      | DyDo「Ti-Ha」CMソング |
| 愛のカケラ                       | 資生堂「マシェリ」CMソング |
| 2001年                           | |
| fragile                          | フジテレビ系列『あいのり』主題歌（2000年10月 - 2001年9月） |
| JIRENMA                          | 劇場版『頭文字D Third Stage』エンディングテーマ |
| Graceful World                   | TBS系列ドラマ『ビッグウイング』主題歌 メナード企業CMソング（2016年） |
| jump                             | カネボウ「プロスタイル」TV-CFソング |
| 2002年                           | |
| キヲク                           | TBS系 カネボウ木曜劇場『しあわせのシッポ』主題歌 |
| time trip 〜僕が僕であるために〜 | カネボウ「プロスタイル」TV-CFソング |
| ささやかな祈り                   | テレビ朝日系列『やじうまプラス』テーマソング |
| AMBIVALENCE                      | 日本テレビ系列『トヨタプリンセス2002』大会イメージソング |
| UNSPEAKABLE                      | キヤノン「ピクサス」CMソング TBS系『恋愛Master 7メモリーズ』テーマソング |
| 愛の謳                           | 映画『犬夜叉 鏡の中の夢幻城』挿入歌 |
| ルーム                           | ノーベル製菓「はちみつきんかんのど飴」CMソング |
| nostalgia                        | フジテレビ系列ドラマ『お義母さんといっしょ』主題歌 |
| 2003年                           | |
| Grip!                            | 読売テレビ・日本テレビ系列アニメ『犬夜叉』オープニングテーマ |
| ゆらゆら                         | 映画『犬夜叉 鏡の中の夢幻城』主題歌 |
| stray cat                        | NHK-BS2『真夜中の王国』オープニングテーマ |
| self reliance                    | フジテレビ系列『ベルリンマラソン2002』イメージソング |
| ファンダメンタル・ラブ           | 森永乳業「ラクトフェリンヨーグルト」TV-CFソング |
| また あした                      | MBS・TBS系列 ドラマ30『ピュア・ラブIII』主題歌 ノーベル製菓「はちみつきんかんのど飴」CMソング |
| 一日の始まりに...                | ニベア花王「アトリックス」CMソング |
| しあわせの風景                   | キリンビール「氷結アップルヌーヴォー」CMソング |
| 2004年                           | |
| ソラアイ                         | スズキ自動車「MR wagon」CMソング |
| うらうらら                       | NHK総合月曜ドラマシリーズ『農家のヨメになりたい』主題歌 |
| 五月雨                           | JR北海道「春の海峡物語」「夏の札幌物語」CMソング |
| 恋文                             | 映画『天国からのラブレター』主題歌 ノーベル製菓「はちみつきんかんのど飴」CMソング |
| good night                       | ナムコ『テイルズ オブ リバース』主題歌 |
| 2005年                           | |
| きみの て                        | ニベア花王「アトリックス うるおいパッククリーム」CMソング 日本テレビ系列「音楽戦士 MUSIC FIGHTER」11月オープニングテーマ                                                                                          |
| 鮮やかなもの（Acoustic Version） | アニメ『BUZZER BEATER』エンディングテーマ |
| 2006年                           | |
| azure moon                       | 日本テレビ系『クイズ発見バラエティー イッテQ!』3月エンディングテーマ 日本テレビ系「音楽戦士 MUSIC FIGHTER」3月POWER PLAY                                                                                          |
| ハイファイ メッセージ            | TBS系『王様のブランチ』2006年6月,7月エンディングテーマ |
| スイミー                         | 関西テレビ・フジテレビ系火曜22時ドラマ『結婚できない男』主題歌 |
| 2007年                           | |
| キラメキアワー                   | 「ECCジュニア」CMソング 日本テレビ系列『いただきマッスル!』8月エンディングテーマ 日本テレビ系列「ミラクル☆シェイプ」8月エンディングテーマ                                                                         |
| 夏色夏夢                         | 日本テレビ系列『THE・サンデー』6月,7月エンディングテーマ |
| 恋をしている                     | 「サッポロ 冬物語」CMソング |
| 2008年                           | |
| サクラビト                       | 日本テレビ系列『スッキリ!!』2008年2月エンディングテーマ 日本テレビ系列『音楽戦士 MUSIC FIGHTER』2008年2月POWER PLAY music.jp TV-CMソング                                                                          |
| まさかのTelepathy                | NTTドコモ東北「FOMAエリア拡大 春」篇CMソング |
| あたらしい日々                   | フジテレビ系ドラマ『シバトラ〜童顔刑事・柴田竹虎〜』主題歌 NTTコミュニケーションズ"CreativE-Life" CMソング |
| 黄金の月                         | 「チーム・インテリジェンス」応援ソング |
| 2009年                           | |
| DREAM GOES ON                    | NHK総合金曜ドラマ『派遣のオスカル〜少女漫画に愛をこめて』主題歌 |
| 冷たい雨                         | 日本テレビ系列『音楽戦士 MUSIC FIGHTER』11月オープニングテーマ |
| 2010年                           | |
| Change                           | 「英会話イーオン企業」CMソング |
| 2011年                           | |
| 宙 -そら-                        | 『劇場版ポケットモンスター ベストウイッシュ ビクティニと黒き英雄 ゼクロム』主題歌 |
| 響 -こえ-                        | 『劇場版ポケットモンスター ベストウイッシュ ビクティニと白き英雄 レシラム』主題歌 |
| アイガアル                       | フジテレビ系月9ドラマ『全開ガール』主題歌 |
| tomorrow                         | H.I.S.「ウエディング」CMソング |
| wonder love                      | H.I.S.「ハネムーン」CMソング |
| ORDINARY                         | Kracie「カンポウ専科かぜ薬」タイアップソング |
| BEGIN                            | 「日本ジュエリー協会」キャンペーンテーマソング |
| Landscape                        | TOYOTA『アイシス』CMソング |
| 2013年                           | |
| ON AND ON                        | 「ニッセン」春,夏CMソング |
| ハリネズミの恋                   | メナード化粧品「フェアルーセント」CM曲 |
| Lien                             | 映画「映画はなかっぱ 花さけ!パッカ〜ん♪ 蝶の国の大冒険」主題歌 |
| アクアマリンのままでいて         | フジテレビ系スペシャルドラマ『抱きしめたい! Forever』主題歌 |
| 2014年                           | |
| BFF                              | 「AOKI」CMソング |
| START                            | テレビ東京系列ソチ五輪テーマソング |
| Sympathy                         | 千葉銀行イメージソング |
| キミト                           | 日本テレビ系列『PON!』2月度テーマソング |
| Take me Tell me                  | メナード「フェアルーセント」CMソング |
| 2015年                           | |
| RUN FOR                          | JALホノルルマラソン2014オフィシャルテーマソング |
| ANATA TO                         | メナード「フェアルーセント」CMソング |
| KIRA KIRA                        | 『映画 Go!プリンセスプリキュア Go!Go!!豪華3本立て!!! パンプキン王国のたからもの』主題歌 |
| AKARI                            | 「ホシザキ電機」CMソング |
| 2016年                           | |
| MY LIFE                          | 「住宅情報館」CMソング |
| まいにち。                       | フジテレビ系列応援ドキュメントバラエティー番組『ライオンのグータッチ』テーマソング |
| ブルースター                     | キットカット ショコラトリー プレミアムシアター タイアップ曲 |
| 2017年                           | |
| RIDE IT OUT                      | メナード「フェアルーセント」CMソング |
| 2018年                           | |
| 浴びて! 光                       | メナード「フェアルーセント」CMソング |

## 出演

### NHK紅白歌合戦出場歴
これまでに紅白歌合戦には計8回出場している。
| 年/放送回                 | 回 | 曲目               |
| ------------------------- | -- | ------------------ |
| 1997年（平成9年）/第48回  | 初 | 「Shapes Of Love」 |
| 1998年（平成10年）/第49回 | 2  | 「Time goes by」   |
| 1999年（平成11年）/第50回 | 3  | 「Over and Over」  |
| 2000年（平成12年）/第51回 | 4  | 「愛のカケラ」     |
| 2001年（平成13年）/第52回 | 5  | 「fragile」        |
| 2002年（平成14年）/第53回 | 6  | 「UNSPEAKABLE」    |
| 2003年（平成15年）/第54回 | 7  | 「また あした」    |
| 2004年（平成16年）/第55回 | 8  | 「恋文」           |

### ラジオ
- 「Every Little ThingのKDD Brand-new Sunday」→「Every Little ThingのKDD Dear My Sunday」(1999年10月 - 2002年9月、TOKYO FM）。

### CM
- ソフトバンクモバイル 白戸家（2012年 - 2013年） - LTE開始を記念し、白戸彩が、父（白戸次郎）の一言でLTE（Little Thing Every）への改名をお願いし、最初は「私たち、ELTだから」（持田）と断るが、その後、改名する。再び上戸が田舎中心の全国ツアーをお願いするが、「人います?」（持田）と断られるが何故かやってくれる設定になっている。ツアー（主に、青森県ならりんご畑など田舎の野外ライヴ）では「Time goes by」を歌うという設定となっている。さらに、同曲の歌詞中にある「信じ合える」から転じて「シンジ会える」となり、白戸次郎の甥・香川真司が登場することになった。ちなみにこのCM放送後に開催された全国ツアーの告知ポスターには父と共に3人並んで映っていた。ポスター上記の項目には「お父さんは来ません」との注意書きが明記してある。なお、実際に東京公演にはお父さん犬（カイくん）もステージに初めて出演し共演を果たした。
- 住宅情報館（2015年 - 2016年）- 2015年から2016年に掛けて開催されたデビュー20周年記念ツアーの公式スポンサーで縁があることでもわかる通り、本ツアーの11月8日の神奈川公演終了後にCM撮影のため、観客並びにメンバーが再び登壇[13] し、「Grip!」を披露後、持田が「住宅ー!」と叫び、観客らが「情報館ー!」と掛け合わせている模様[14] となっている[15]。
- 宝くじ（2018年 - ） - 「バレンタインジャンボ&バレンタインジャンボミニ」役所広司、島崎遥香との共演。また、バレンタインジャンボの抽せん会当日に、スペシャルゲストとして登場し、抽せん会に使用する矢のセット・発射を行った[注釈 9]。また、抽せん会終了後は、同会場でスペシャルライブを行った。（全てのジャンボ宝くじで行われる抽せん会のゲストは抽せん会終了後にアトラクションを行う事が恒例となっている）バレンタインジャンボでは、宝くじ売り場限定ながら、抽選でスペシャルライブ付の抽せん会参加のキャンペーン（20枚以上購入で応募はがきをもらえる）を大々的に行った。